# Maryse Carrère
Pour les articles homonymes, voir Carrère.
Maryse Carrère, née le 8 avril 1967 à Estaing (Hautes-Pyrénées), est une femme politique française membre du Parti radical de gauche. Elle est actuellement sénatrice et conseillère départementale des Hautes-Pyrénées.

## Biographie

### Carrière politique
Maryse Carrère commence sa carrière politique en se présentant à la mairie de Lau-Balagnas. Elle est élue maire lors des municipales de 2001, et réélue en 2008 et 2014.
Le 8 janvier 2014, elle est élue présidente du syndicat mixte du Pays de Lourdes et des Vallées des Gaves. Le 22 avril 2014, elle fut réélue à cette fonction,,,.
Elle est vice-présidente de la communauté de communes de la Vallée de Saint-Savin jusqu'en 2016.
À la suite de la fusion de la communauté de communes de la Vallée de Saint-Savin avec 3 intercommunalité. Elle est élue vice-présidente de la communauté de communes Pyrénées Vallées des Gaves chargée des équipements sportifs,,,.
Lors des régionales de 2010, elle figura au 1er tour en 6e position sur la liste de la majorité présidentielle dans les Hautes-Pyrénées mais elle ne fut pas élue.
En 2017, Maryse Carrère fut promue chevalier de la Légion d'honneur,.
Le 24 septembre 2017, elle fut élue au 1er tour sénatrice des Hautes-Pyrénées avec 437 voix sur 775,,,,,,,,,,.  
Le 4 octobre 2017, elle intègra la commission des lois constitutionnelles, de législation, du suffrage universel, du Règlement et d'administration générale pour représenter le groupe RDSE dont elle est membre. 
Devant se mettre en conformité avec la loi, elle démissionna de son poste de maire de Lau-Balagnas. Quelques jours plus tard, Henri Bareille lui succèda à la tête de la municipalité.
Lors des élections départementales de Juin 2021, elle est élue au premier tour avec 65,55% des voix sur le canton de la Vallée des Gaves.
Elle est élue à la tête du groupe RDSE après le renouvellement sénatorial de 2023, au cours duquel elle est réélue sénatrice.

### Vie privée
Elle est mère de deux enfants.